# Parafia Najświętszej Maryi Panny Częstochowskiej w Siedliszczu
Parafia Najświętszej Maryi Panny Częstochowskiej – rzymskokatolicka parafia znajdująca się w Siedliszczu. Parafia należy do archidiecezji lubelskiej i Dekanatu Siedliszcze. Została erygowana w 1907 r. Parafię prowadzą księża diecezjalni.